# クリス・バンコム
クリス・バンコム（Chris Buncombe､1978年5月5日 - ）は、イギリスのレーシングドライバーである。弟は同じくレーシングドライバーのアレックス・バンコム。

## 経歴
1994年にレースデビュー。1996年にはフォーミュラ・ボクスホールに参戦した。
1999年からは、ツーリングカーレースに転向し、1999年と2000年の2年間ベルギーで行われているツーリングカーレースのベルギープロカー選手権に日産・プリメーラで参戦。また2002年には、ヨーロッパツーリングカー選手権にも参戦し、チーム・メイトのトミー・ラスタットと共に参戦した。
2004年からはFIA GT選手権にも参戦を始め、2006年までスポット参戦し、2007年には初参戦ながらル・マン24時間レースでクラス優勝を獲得した。その後もヨーロッピアン・ル・マン・シリーズなどで活躍し、2018年にはプランパンGTシリーズ・耐久カップのシリーズチャンピオンを獲得。同年スパ・フランコルシャン24時間レースにおいてもクラス2位を獲得している。

## レース戦績

### ル・マン24時間レース
| 年     | チーム                  | コ・ドライバー                          | 使用車両                              | クラス  | 周回数 | 総合順位 | クラス順位 |
| ------ | ----------------------- | --------------------------------------- | ------------------------------------- | ------- | ------ | -------- | ---------- |
| 2007年 | ビニー モータースポーツ | ウィリアム・ビニー アレン・ティンパニー | ローラ・B05/42-ザイテック             | LMP2    | 318    | 18位     | 1位        |
| 2011年 | Jota                    | サイモン・ドゥーラン サム・ハンコック   | アストンマーティン・V8ヴァンテージGT2 | GTE Pro | 74     | DNF      | DNF        |